# Потано
Потано (на английски: Potano) е едно от големите Вождества на тимукоа, чиито жители говорят диалекта потано. В началото на колониалния период техните села са разположени главно в днешния окръг Алачуа в северната част на Флорида. През 1528 г. експедицията на Панфило де Нарваес преминава на запад от територията им. За първи път се споменават от експедицията на Ернандо де Сото през 1539 г., когато испанците преминават през земите им, бързайки към апалачите. По времето на основаването на форт Каролин от френски хугеноти през 1564 г., потано са във война с утина. Французите помагат на утина да победи във войната. След изгонването на французите и идването на испанците, последните също помагат на утина. През 1584 г. потано убиват един испански капитан, предвождащ наказателна експедиция в земите им. За да ги накажат за убийството, втора испанска експедиция нахлува в територията им и убива много хора от племето, и прогонва останалите от селата им. През 1601 г. получават разрешение от испанците да се завърнат по родните си места. През 1606 г. мисионери започват работа сред тях и за кратко време потано са вкарани в системата на мисиите. Тяхната мисия е известна като Сан Франциско де Потано. През 1656 г. потано взимат участие във всеобщото въстание на тимукоа, което продължава 8 месеца. През 1672 г. племето е почти унищожено от епидемия и до 1675 г. от първоначалните около 3000 потано остават едва 160. От 1704 г. племето е официално обявено за изчезнало.